# Träume bis ans Ende der Welt
Träume bis ans Ende der Welt (Originaltitel: Digging to China) ist ein US-amerikanisches Filmdrama aus dem Jahr 1998. Regie führte Timothy Hutton, das Drehbuch schrieb Karen Janszen.

## Handlung
Die zehnjährige Harriet Frankovitz wächst in einem kleinen Örtchen im Amerika der sechziger Jahre auf. Sie lebt zusammen mit ihrer deutlich älteren Schwester Gwen bei ihrer Mutter, einer Hotelbesitzerin mit Alkoholproblemen.
Eines Tages fahren Leah Schroth und ihr geistig behinderter Sohn Ricky mit einem Auto durch den Ort. Aufgrund einer Panne sind sie gezwungen, einige Tage in dem Motel zu verbringen. Es stellt sich heraus, dass Leah krebskrank ist und ihren Sohn in eine Anstalt bringen will, in der man sich um ihn nach ihrem Tod kümmern würde. Während das Auto repariert wird, freundet sich Ricky mit der phantasiereichen Harriet an.
Frau Frankovitz stirbt in einem Autounfall. Gwen gesteht ein, dass sie selbst in Wahrheit die Mutter Harriets ist.

## Kritiken
David Kronke schrieb in der Los Angeles Times vom 11. September 1998, der Film profitiere von der „starken Darstellung“ der debütierenden Evan Rachel Wood, biete jedoch ansonsten wenig Empfehlenswertes. Bacon wirke wie ein Student, der die Schauspielerei erst lerne. Regie sei einfühlsam, sie wirke jedoch wie ein Flickwerk.
Film-Dienst schrieb, der Film thematisiere den „gesellschaftlichen Verlust der Unschuld“. Er scheitere „an seiner unentschlossenen Haltung zwischen psychologischer Treue und der Naivität seiner Erzählung“, führe „in ein Niemandsland zwischen Kinder- und Erwachsenenfilm“ und verschenke die Fähigkeiten von Kevin Bacon.

## Auszeichnungen
Kevin Bacon gewann im Jahr 1997 den Bronze Gryphon des Giffoni Film Festivals. Timothy Hutton gewann 1998 einen Preis des Chicago International Children’s Film Festivals.

## Hintergründe
Der Film wurde in Cherokee (North Carolina) gedreht. Seine Weltpremiere fand am 23. Januar 1998 auf dem Sundance Film Festival statt. Am 11. September 1998 kam der Film in die Kinos der USA und spielte dort ca. 34. Tsd. US-Dollar ein.
Timothy Hutton debütierte mit diesem Film als Regisseur.